# Список об'єктів, названих на честь Архімеда
Наступне було названо на честь Архімеда (дав.-гр. ᾽Αρχιμήδης; бл. 287 до н. е. — 212 до н. е.) — давньогрецького математика, фізика, інженера, винахідника та астронома:
- Аксіома Архімеда
- Архімедів гвинт
- Архімедів граф
- Архімедові тіла
- Гори Архімеда
- Дзеркала Архімеда
- Спарені кола Архімеда
- Кола Архімеда
- Закон Архімеда
- Парадокс Архімеда
- Спіраль Архімеда
- Число Архімеда
- Пазур Архімеда
- Архімедова точка
- 3600 Архімед — астероїд головного поясу
- Архімед — кратер на Місяці